# Tournoi pré-olympique de l'AFC 1963-1964
Navigation
Rome 1960 Mexico 1968
Le tournoi pré-olympique de l'AFC 1963-1964 a eu pour but de désigner les 3 nations qualifiées au sein de la zone Asie pour participer au tournoi final de football, disputé lors des Jeux olympiques de Tokyo en 1964.
La phase de qualification asiatique a été jouée entre le 2 octobre 1963 et le 28 juin 1964 en trois groupes. Deux tours ont été disputés, précédés d'un tour préliminaire, à l'issue desquels le vainqueur de chaque finale de poule s'est qualifié pour les Jeux à l'issue d'un système à élimination directe disputé en match aller-retour, en jouant si nécessaire un match d'appui car la règle des buts marqués à l'extérieur n'est pas en vigueur. Singapour ayant rejoint Malaya pour former la Fédération de Malaisie, la Corée du Nord est invitée à participer à sa place. Au terme de ces éliminatoires, la Corée du Sud, la Corée du Nord et l'Iran se qualifient pour le tournoi olympique. La Corée du Nord s'est toutefois retirée du tournoi olympique à la dernière minute car certains joueurs ont été empêchés de participer, elle ne fut pas remplacée.

## Pays qualifiés
| Dates                             | Lieu      | Places | Qualifiés                       |
| --------------------------------- | --------- | ------ | ------------------------------- |
| du 2 octobre 1963 au 28 juin 1964 | Itinérant | 3      | Corée du Sud Corée du Nord Iran |

## Format des qualifications
Dans le système à élimination directe avec des matches aller et retour, en cas d'égalité parfaite au score cumulé des deux rencontres, les mesures suivantes sont d'application :

- Nécessité d'un match d'appui disputé sur terrain neutre, et
- Organisation de prolongations et, au besoin, désignation du vainqueur par tirage au sort, si les deux équipes sont toujours à égalité au terme des prolongations du match d'appui, et
- La règle des buts marqués à l'extérieur n'est pas en vigueur.

## Résultats des qualifications

### Groupe 1

#### Tour préliminaire
| Équipe 1     | Résultat | Équipe 2       | Aller | Retour |
| ------------ | -------- | -------------- | ----- | ------ |
| Corée du Sud | 2 - 2    | Taïwan forfait | 2 - 1 | 0 - 1  |

#### Détail des rencontres
| 27 novembre 1963 | Corée du Sud        | 2 - 1   | Taïwan               | Hyochang Stadium (en) Séoul, Corée du Sud |                      |
| | Cho Yoon-ok 48e 73e | (0 - 1) | Cho Nam-soo 6e (csc) | Spectateurs : 20 000                      | Spectateurs : 20 000 |
| Chung Yeong-hwan (en) - Kim Hong-bok, Cho Nam-soo, Park Seung-ok, Kim Sam-rak - Cha Tae-sung, Chung Soon-chun - Cho Yoon-ok, Choi Myung-gon, Woo Sang-kwon, Lee Hyun | Équipes             |         |                      | Spectateurs : 20 000                      | Spectateurs : 20 000 |

| 7 décembre 1963 | Taïwan                | 1 - 0 | Corée du Sud | Stade municipal de Taipei Taipei, Taïwan |  |
|                 | Wong Man-wai (en) 49e | (0 - 0) |              |                                          |  |
|                 | Équipes               | Ham Heung-chul - Kim Hong-bok, Cho Nam-soo, Park Seung-ok, Kim Sam-rak - Cha Tae-sung, Chung Soon-chun - Cho Yoon-ok, Choi Myung-gon, Woo Sang-kwon, Lee Hyun |              |                                          |  |

| Match d'appui   | Corée du Sud | non disputé | Taïwan | Kyoto Nishikyogoku Athletic Stadium (en) Kyoto, Japon |
| 19 janvier 1964 |              |             |        |                                                       |

#### Premier tour
| Équipe 1     | Résultat | Équipe 2            | Aller | Retour |
| ------------ | -------- | ------------------- | ----- | ------ |
| Sud-Vietnam  | 2 - 1    | Israël              | 0 - 1 | 2 - 0  |
| Corée du Sud | -        | Philippines forfait | -     | -      |

#### Détail des rencontres
| 29 décembre 1963   | Sud-Vietnam | 0 - 1   | Israël | Cộng Hòa Stadium Saïgon, République du Viêt Nam |                                                |
| 16:00 heure locale | | (0 - 1) | Young 20e | Spectateurs : 25 000 Arbitrage : Greg De Silva  | Spectateurs : 25 000 Arbitrage : Greg De Silva |
| 16:00 heure locale | Rapport |         | | Spectateurs : 25 000 Arbitrage : Greg De Silva  | Spectateurs : 25 000 Arbitrage : Greg De Silva |
| 16:00 heure locale | Văn Đực - Văn Ti, Văn Lắm, Ngọc Thanh, Tam Lang (en) - Văn Thực, Văn Nhung, Thới Vinh - Trịnh Ngầu, Văn Truyện, Văn Ngôn (it) | Équipes | Vissoker - Atzmon, Grundman (en), Tish (en), Leon - Cohen (en), Levkovich (he), Mahalal - Spiegler, Stelmach , Young | Spectateurs : 25 000 Arbitrage : Greg De Silva  | Spectateurs : 25 000 Arbitrage : Greg De Silva |

| 17 mars 1964       | Israël | 0 - 2   | Sud-Vietnam | Itztadion Ramat Gan Ramat Gan, Israël        |                                              |
| 15:45 heure locale | | (0 - 2) | Văn Quang 27e · Văn Ngôn (it) 41e                                                                                                   | Spectateurs : 36 937 Arbitrage : Hakkı Gürüz | Spectateurs : 36 937 Arbitrage : Hakkı Gürüz |
| 15:45 heure locale | Rapport |         | | Spectateurs : 36 937 Arbitrage : Hakkı Gürüz | Spectateurs : 36 937 Arbitrage : Hakkı Gürüz |
| 15:45 heure locale | Vissoker - Primo, Bahar (he), Tish (en), Leon - Stelmach , Levkovich (he), Seltzer (en) - Cohen (en), Spiegler, Young | Équipes | Văn Rạng (vi) - Trần Văn Sang, Văn Lắm, Ngọc Thanh, Hữu Lang, Quách Hợi, Lê Văn Sang, Văn Quang, Văn Long, Văn Chiêu, Văn Ngôn (it) | Spectateurs : 36 937 Arbitrage : Hakkı Gürüz | Spectateurs : 36 937 Arbitrage : Hakkı Gürüz |

|  | Corée du Sud | Q. - forfait | Philippines |  |  |
|  |              |              |             |  |  |

#### Second tour
| Équipe 1     | Résultat | Équipe 2    | Aller | Retour |
| ------------ | -------- | ----------- | ----- | ------ |
| Corée du Sud | 5 - 2    | Sud-Vietnam | 3 - 0 | 2 - 2  |

#### Détail des rencontres
| 30 mai 1964 | Corée du Sud                                                        | 3 - 0   | Sud-Vietnam | Hyochang Stadium (en) Séoul, Corée du Sud |                      |
| | Cho Sung-dal (en) 9e · Lee Yi-woo (en) 79e · Cho Yoon-ok 82e (pen.) | (1 - 0) |             | Spectateurs : 20 000                      | Spectateurs : 20 000 |
| Ham Heung-chul - Kim Jung-nam, Kim Hong-bok, Kim Sam-rak, Cha Tae-sung - Kim Young-bai (en), Yoo Pan-soon - Lee Yi-woo (en), Cho Yoon-ok, Woo Sang-kwon, Cho Sung-dal (en) | Équipes                                                             |         |             | Spectateurs : 20 000                      | Spectateurs : 20 000 |

| 28 juin 1964 | Sud-Vietnam       | 2 - 2 | Corée du Sud            | Cộng Hòa Stadium Saïgon, République du Viêt Nam |                      |
|              | Văn Quang 29e 70e | (1 - 2) | Lee Yi-woo (en) 17e 39e | Spectateurs : 30 000                            | Spectateurs : 30 000 |
|              | Équipes           | Ham Heung-chul - Kim Hong-bok, Kim Chan-ki, Yoo Kwang-joon (en), Cha Tae-sung - Lee Woo-bong (en), Lee Yi-woo (en) - Kim Young-bai (en), Woo Sang-kwon, Cho Sung-dal (en), Cho Yoon-ok |                         | Spectateurs : 30 000                            | Spectateurs : 30 000 |

### Groupe 2

#### Tour préliminaire
| Équipe 1 | Résultat | Équipe 2  | Aller | Retour |
| -------- | -------- | --------- | ----- | ------ |
| Malaisie | 3 - 4    | Thaïlande | 1 - 1 | 2 - 3  |

#### Détail des rencontres
| 12 octobre 1963 | Malaisie      | 1 - 1 | Thaïlande       | Stadium Merdeka Kuala Lumpur, Malaisie |                           |
| | Gabrielle 24e | (1 - 0) | Panich (en) 79e | Arbitrage : Fred Pratlett              | Arbitrage : Fred Pratlett |
| Skinner (en)1 - Seng Choy1, Noordin (en), Ariff (en)1, Kok Seng1 - Buang, Fook Yoong - Ghani (en), Omar, Gabrielle, Kim Swee1 | Équipes       | Thonginnetr - Pranbeebutr, Phan-Ngam, Panikabutr, Sangkasuwan (en) - Panich (en), Karusawai - Na Nongkhai, Thaveepongse, Nilpirom, Satayaluy |                 | Arbitrage : Fred Pratlett              | Arbitrage : Fred Pratlett |

1 Joueurs de Singapour
| 16 novembre 1963 | Thaïlande                         | 3 - 2   | Malaisie                    | Stade Suphachalasai Bangkok, Thaïlande |  |
|                  | Panikabutr 10e · Nilpirom 27e 59e | (2 - 1) | Ambu 11e · Noordin (en) 79e |                                        |  |

#### Premier tour
| Équipe 1  | Résultat | Équipe 2          | Aller | Retour |
| --------- | -------- | ----------------- | ----- | ------ |
| Birmanie  | 2 - 1    | Corée du Nord     | 0 - 0 | 0 - 1  |
| Thaïlande | -        | Indonésie forfait | -     | -      |

#### Détail des rencontres
| 22 février 1964 | Birmanie | 0 - 0   | Corée du Nord | Bogyoke Aung San Stadium (en) Rangoun, Birmanie |
|                 |          | (0 - 0) |               |                                                 |

| 22 mars 1964 | Corée du Nord | 1 - 0   | Birmanie | Girimri Stadium Pyongyang, Corée du Nord |  |
|              | ? ??          | (? - ?) |          |                                          |  |

|  | Thaïlande | Q. - forfait | Indonésie |  |  |
|  |           |              |           |  |  |

#### Second tour
| Équipe 1      | Résultat | Équipe 2  | Aller | Retour |
| ------------- | -------- | --------- | ----- | ------ |
| Corée du Nord | 7 - 0    | Thaïlande | 2 - 0 | 5 - 0  |

#### Détail des rencontres
| 31 mai 1964 | Corée du Nord                       | 2 - 0   | Thaïlande | Bogyoke Aung San Stadium (en) Rangoun, Birmanie |  |
|             | Pak Seung-jin 58e · Kong Si-hak 71e | (0 - 0) |           |                                                 |  |

| 28 juin 1964 | Thaïlande | 0 - 5   | Corée du Nord                                                 | Bogyoke Aung San Stadium (en) Rangoun, Birmanie |  |
|              |           | (0 - 2) | Kim Seung-il 21e · Pak Doo-ik 24e 71e 76e · Pak Seung-jin 67e |                                                 |  |

### Groupe 3

#### Tour préliminaire
| Équipe 1 | Résultat | Équipe 2 | Aller | Retour |
| -------- | -------- | -------- | ----- | ------ |
| Iran     | 4 - 2    | Pakistan | 4 - 1 | 0 - 1  |
| Ceylan   | 3 - 12   | Inde     | 3 - 5 | 0 - 7  |

#### Détail des rencontres
| 2 octobre 1963 | Iran                                                 | 4 - 1 | Pakistan | Amjadiyeh Stadium (en) Téhéran, Iran             |                                                  |
| | Shahrokhi (en) ?? · Shirzadegan (en) ?? · Behzadi ?? | (? - ?) | Ali ??   | Spectateurs : 25 000 Arbitrage : Khachator Hakat | Spectateurs : 25 000 Arbitrage : Khachator Hakat |
| | Rapport                                              | |          | Spectateurs : 25 000 Arbitrage : Khachator Hakat | Spectateurs : 25 000 Arbitrage : Khachator Hakat |
| Asli - Jasemian (en), Shahrokhi (en), Ranjbar, Arab (en) - Sayedi (en), Nourian (en) - Jamali (en), Dehdari (en), Shirzadegan (en), Behzadi | Équipes                                              | Niaz Gul - Irshad, Ghafoor (en), A. Hussain, F. Hussain (en) - Moosa, Noor Jahan - Ali, Rahi, Amin , Bakhsh |          | Spectateurs : 25 000 Arbitrage : Khachator Hakat | Spectateurs : 25 000 Arbitrage : Khachator Hakat |

| 1er novembre 1963                                                                                       | Pakistan | 1 - 0 | Iran | Lahore Stadium (en) Lahore, Pakistan        |                                             |
| | Khan 70e | (0 - 0) |      | Spectateurs : 15 000 Arbitrage : Liknakamik | Spectateurs : 15 000 Arbitrage : Liknakamik |
| | Rapport  | |      | Spectateurs : 15 000 Arbitrage : Liknakamik | Spectateurs : 15 000 Arbitrage : Liknakamik |
| Irshad - Ghafoor (en), A. Hussain, F. Hussain (en), Moosa - Noor Jahan, Khan - Ali, Rahi, Amin , Bakhsh | Équipes  | Asli - Jasemian (en), Shahrokhi (en), Ranjbar, Arab (en) - Nourian (en), Jamali (en) - Dehdari (en), Shirzadegan (en), Behzadi, Amirasefi (en) |      | Spectateurs : 15 000 Arbitrage : Liknakamik | Spectateurs : 15 000 Arbitrage : Liknakamik |

| 22 décembre 1963 | Ceylan                           | 3 - 5 | Inde                                          | Sugathadasa Stadium Colombo, Ceylan         |                                             |
| | Aluvihare 16e 89e · Sirisena 47e | (1 - 2) | K. Appalaraju 11e 36e 78e · Khan (en) 56e 58e | Spectateurs : 30 000 Arbitrage : I. Mansoor | Spectateurs : 30 000 Arbitrage : I. Mansoor |
| | Rapport                          | |                                               | Spectateurs : 30 000 Arbitrage : I. Mansoor | Spectateurs : 30 000 Arbitrage : I. Mansoor |
| Hashim Deen - Ameer, Ranasinghe , Sourjah - Albert, Sally - Wickremasuriya, Zainulabdeen, Aluvihare, Sirisena, Noor | Équipes                          | Thangaraj - O. Chandrashekar (en), Singh (en), Ghosh - Franco, Sinha - Samajpati, K. Appalaraju, Khan (en), Goswami (en) , Arumainayagam |                                               | Spectateurs : 30 000 Arbitrage : I. Mansoor | Spectateurs : 30 000 Arbitrage : I. Mansoor |

| 29 décembre 1963 | Inde                                                                      | 7 - 0 | Ceylan | Kanteerava Stadium (en) Bangalore, Inde           |                                                   |
| | Samajpati 6e · K. Appalaraju 11e 75e 85e · I. Singh 27e · S. Khan 49e 80e | (3 - 0) |        | Spectateurs : 30 000 Arbitrage : U Kyin Maung Aye | Spectateurs : 30 000 Arbitrage : U Kyin Maung Aye |
| Burman - O. Chandrashekar (en), J. Singh (en) , Ghosh - Franco, Kempaiah - Samajpati, I. Singh, Y. Khan (en), K. Appalaraju, S. Khan | Équipes                                                                   | Hashim Deen - Sourjah, Ranasinghe , Ameer - Albert, Sally - Zainulabdeen, Noor, Aluvihare, Sirisena, Vandergart |        | Spectateurs : 30 000 Arbitrage : U Kyin Maung Aye | Spectateurs : 30 000 Arbitrage : U Kyin Maung Aye |

#### Premier tour
| Équipe 1 | Résultat | Équipe 2      | Aller | Retour |
| -------- | -------- | ------------- | ----- | ------ |
| Iran     | 4 - 0    | Irak          | 4 - 0 | 0 - 0  |
| Inde     | -        | Liban forfait | -     | -      |

#### Détail des rencontres
| 12 décembre 1963 | Iran                               | 4 - 0 | Irak | Amjadiyeh Stadium (en) Téhéran, Iran                    |                                                         |
| | Shirzadegan (en) ?? · Arab (en) ?? | (? - ?) |      | Spectateurs : 25 000 Arbitrage : Jerome Pascoal D'Mello | Spectateurs : 25 000 Arbitrage : Jerome Pascoal D'Mello |
| | Rapport 1 Rapport 2                | |      | Spectateurs : 25 000 Arbitrage : Jerome Pascoal D'Mello | Spectateurs : 25 000 Arbitrage : Jerome Pascoal D'Mello |
| Asli - Jasemian (en), Ranjbar, Arab (en), Sayedi (en) - Nourian (en), Jamali (en) - Dehdari (en), Shirzadegan (en), Behzadi, Amirasefi (en) | Équipes                            | M. Sami - Balah, Abbas (en) , G. Sami, Khoshaba - Ammo Baba, Ismail (en) - Zawiya (en), Eshaya, Abdullah, Flaih |      | Spectateurs : 25 000 Arbitrage : Jerome Pascoal D'Mello | Spectateurs : 25 000 Arbitrage : Jerome Pascoal D'Mello |

| 2 janvier 1964                                                                                             | Irak                | 0 - 0 | Iran | Sahat Al Kashafa Bagdad, Irak                 |                                               |
| |                     | (0 - 0) |      | Spectateurs : 20 000 Arbitrage : Y.P. Somprom | Spectateurs : 20 000 Arbitrage : Y.P. Somprom |
| | Rapport 1 Rapport 2 | |      | Spectateurs : 20 000 Arbitrage : Y.P. Somprom | Spectateurs : 20 000 Arbitrage : Y.P. Somprom |
| Murad - Balah, Abbas (en) , Sami, David (en) - Atta (en), Zawiya (en) - Eshaya, Hamid (en), Mahmoud, Flaih | Équipes             | Asli - Jasemian (en), Shahrokhi (en), Ranjbar, Arab (en) - Sayedi (en), Jamali (en) - Shirzadegan (en), Behzadi, Talebi, Amirasefi (en) |      | Spectateurs : 20 000 Arbitrage : Y.P. Somprom | Spectateurs : 20 000 Arbitrage : Y.P. Somprom |

|  | Inde | Q. - forfait | Liban |  |  |
|  |      |              |       |  |  |

#### Second tour
| Équipe 1 | Résultat | Équipe 2 | Aller | Retour |
| -------- | -------- | -------- | ----- | ------ |
| Iran     | 6 - 1    | Inde     | 3 - 0 | 3 - 1  |

#### Détail des rencontres
| 7 juin 1964 | Iran                                          | 3 - 0 | Inde | Amjadiyeh Stadium (en) Téhéran, Iran      |                                           |
| | Shirzadegan (en) ?? · Behzadi ?? · Barmaki ?? | (? - ?) |      | Spectateurs : 30 000 Arbitrage : Qimaqchi | Spectateurs : 30 000 Arbitrage : Qimaqchi |
| | Rapport                                       | |      | Spectateurs : 30 000 Arbitrage : Qimaqchi | Spectateurs : 30 000 Arbitrage : Qimaqchi |
| Asli - Habibi (en), Shahrokhi (en), Ranjbar, Arab (en) - Latifi, Barmaki - Shirzadegan (en), Behzadi, Talebi, Amirasefi (en) | Équipes                                       | Thangaraj - Ghosh, J. Singh (en), O. Chandrashekar (en) - Franco, Khan (en), Sinha - Hamid, I. Singh, Arumainayagam, Goswami (en) |      | Spectateurs : 30 000 Arbitrage : Qimaqchi | Spectateurs : 30 000 Arbitrage : Qimaqchi |

| 21 juin 1964 | Inde             | 1 - 3 | Iran                                            | Rabindra Sarobar Stadium (en) Calcutta, Inde |                                             |
| | Goswami (en) 10e | (1 - 2) | Barmaki 4e · Shirzadegan (en) 10e · Behzadi 88e | Spectateurs : 25 000 Arbitrage : Yohan Mint  | Spectateurs : 25 000 Arbitrage : Yohan Mint |
| | Rapport          | |                                                 | Spectateurs : 25 000 Arbitrage : Yohan Mint  | Spectateurs : 25 000 Arbitrage : Yohan Mint |
| Thangaraj - Ghosh, J. Singh (en), O. Chandrashekar (en) - Franco, Chettri (en) - I. Singh, Arumainayagam, P.K. Banerjee, Goswami (en) , Samajpati | Équipes          | Asli - Habibi (en), Shahrokhi (en), Ranjbar, Arab (en) - Latifi, Barmaki - Shirzadegan (en), Behzadi, Talebi, Amirasefi (en) |                                                 | Spectateurs : 25 000 Arbitrage : Yohan Mint  | Spectateurs : 25 000 Arbitrage : Yohan Mint |